# Гасымов, Ислам
Ислам Гасымов (род. 1 апреля 1986, Баку) — азербайджанский самбист, бронзовый призёр летней Универсиады 2013 года в Казани, чемпион и призёр чемпионатов Европы и мира, серебряный призёр Европейских игр 2015 года в Баку, призёр этапов Кубка мира. Выступал в легчайшей (до 52 кг) и полулёгкой (до 57 кг) весовых категориях. Представлял спортивный клуб «Пехлеван» (Баку). Тренировался под руководством Шахлара Мустафаева.